# Давід Тавареш
Давід Жозе Гоміш Олівейра Тавареш (порт. David José Gomes Oliveira Tavares, нар. 18 березня 1999) — португальський футболіст, півзахисник «Бенфіки».

## Клубна кар'єра
Займався в академії «Спортінга», а 2016 року потрапив до академії «Бенфіки». З 2018 року став грати за резервну команду у Сегунді.
17 вересня 2019 року Тавареш дебютував за першу команду «Бенфіки», вийшовши на заміну в домашній грі Ліги чемпіонів проти «РБ Лейпциг» (1:2).

## Виступи за збірні
2016 року дебютував у складі юнацької збірної Португалії, взяв участь у 9 іграх на юнацькому рівні.

## Особисте життя
Народився в Португалії, але має походження з Кабо-Верде.